# Dodge 300
Dodge 300 var en brittisk frontbyggd lastbil i mellanklassen. Fordonsserien ska inte förväxlas med den mindre amerikanska pickup-lastbilen Dodge D series(en) med bland annat modellen Dodge D300.
Den brittiska lastbilen tillverkades från 1957 till mitten av 1960-talet av den brittiska delen av Dodge vid deras fabrik i Kew, en stadsdel i London Borough of Richmond upon Thames. I slutet av 1964 ersattes den av den nyare Dodge 500 designad av Ghia, och tillverkningen flyttades från Kew till Dunstable i Bedfordshire.
Fordonsserien fanns i utföranden både som lastbil och trailerdragare, samt en fyrhjulsdriven version avsedd för militärt bruk. Lastbilarna hade lastkapaciteter på mellan 5 och 9 engelska ton (5,1 till 9,1 ton), medan trailerdragarmodellerna var klassade för 10 eller 12 engelska ton (10,2 eller 12,2 ton). De flesta fordonen i serien utrustades med dieselmotorer från Perkins.   
Designen av hytten gjordes av företaget Motor Panels i Coventry. Denna design användes även av fordonstillverkarna Leyland och Albion och kallades därför ofta för "LAD"-hytten efter initialerna Leyland-Albion-Dodge.